# まぐさ石

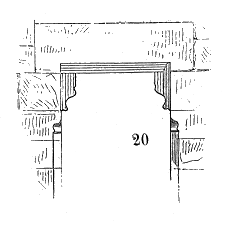
まぐさ石

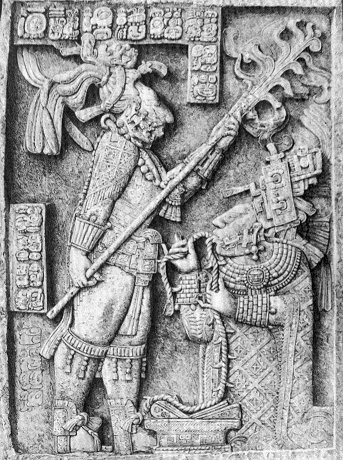
ヤシュチランの建築（神殿）23のまぐさ石24、シャルネーによる出版（1885年）。

まぐさ石（まぐさいし）またはリンテル（lintel）とは、古代の建築で2つの支柱の上に水平に渡されたブロックを指す。「まぐさ（目草、楣）」も「リンテル」も窓や出入り口などの上に水平に渡した構造を指し、上部の重量を支える役目を持つ。古代の建築では、石を積み上げた柱の上にまぐさ石が置かれていた。たとえば、ギリシアのミケーネにあるアトレウスの宝庫などの建築物に見られる。しかし、古代の建築のまぐさ石は、単なるまぐさとしてだけの役割を持つわけではない。

## 装飾としての利用
建築構造のまぐさとしての意味だけではない「まぐさ石」は、様々な時代の多数の文化の建築に見られる。比較的新しい建築では、純粋に装飾としてまぐさ石を使い、構造上の機能を持たせていないことが多い。例えばインドの石窟建築の場合、まぐさ石は純粋に装飾的な意味しかない。インドの古代の仏教寺院は木造で、重量を支えるためのまぐさを使っていた。その後、長持ちすることから石窟寺院が好まれるようになり、木造では構造的意味をもっていた「まぐさ」が装飾的な「まぐさ石」に変化した。石窟に彫られたまぐさ石は重量を支える役目を持っていない。熟練した職人が木造建築の風合いを出すために、石窟寺院のまぐさ石にも木目のような表面を再現した。このようなまぐさ石は純粋に装飾的なもので、荷重を支えるものではない。
マヤ文明は壮大な芸術と記念碑的建築物で知られている。マヤの都市ヤシュチランでは装飾的な彫刻を施したまぐさ石が特に多く見つかっている。このウスマシンタ川のほとりにある遺跡からは、58個のまぐさ石が主な建築物の入り口の上に見つかった。特に王の即位を女王が祝福している場面を描いた3つのまぐさ石がマヤの彫刻の最高傑作とされている。最古のものは723年に製作を命じられた。

## 装飾的まぐさ石の例

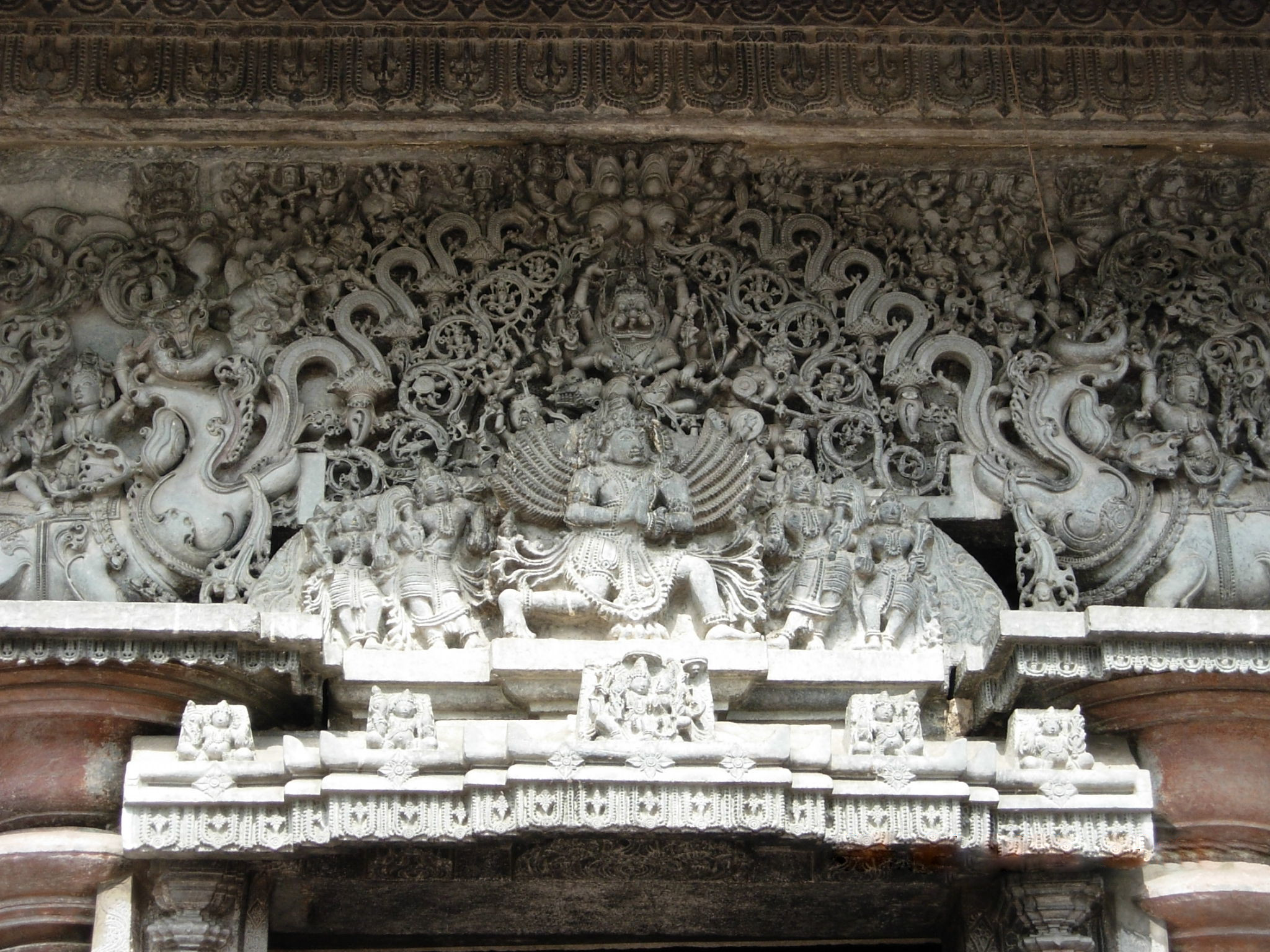
インドの寺院 mandapa の入り口の上にある装飾的まぐさ石。
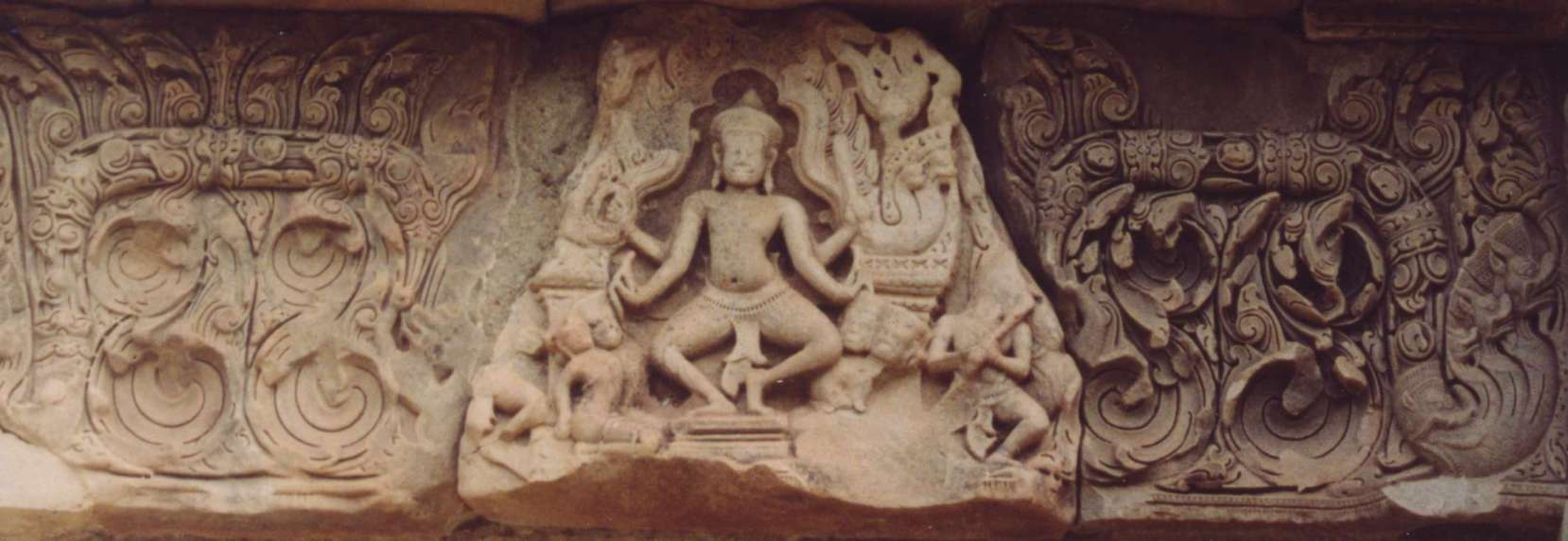
タイ王国のピマーイ遺跡の本堂の入口にある、まぐさ石。
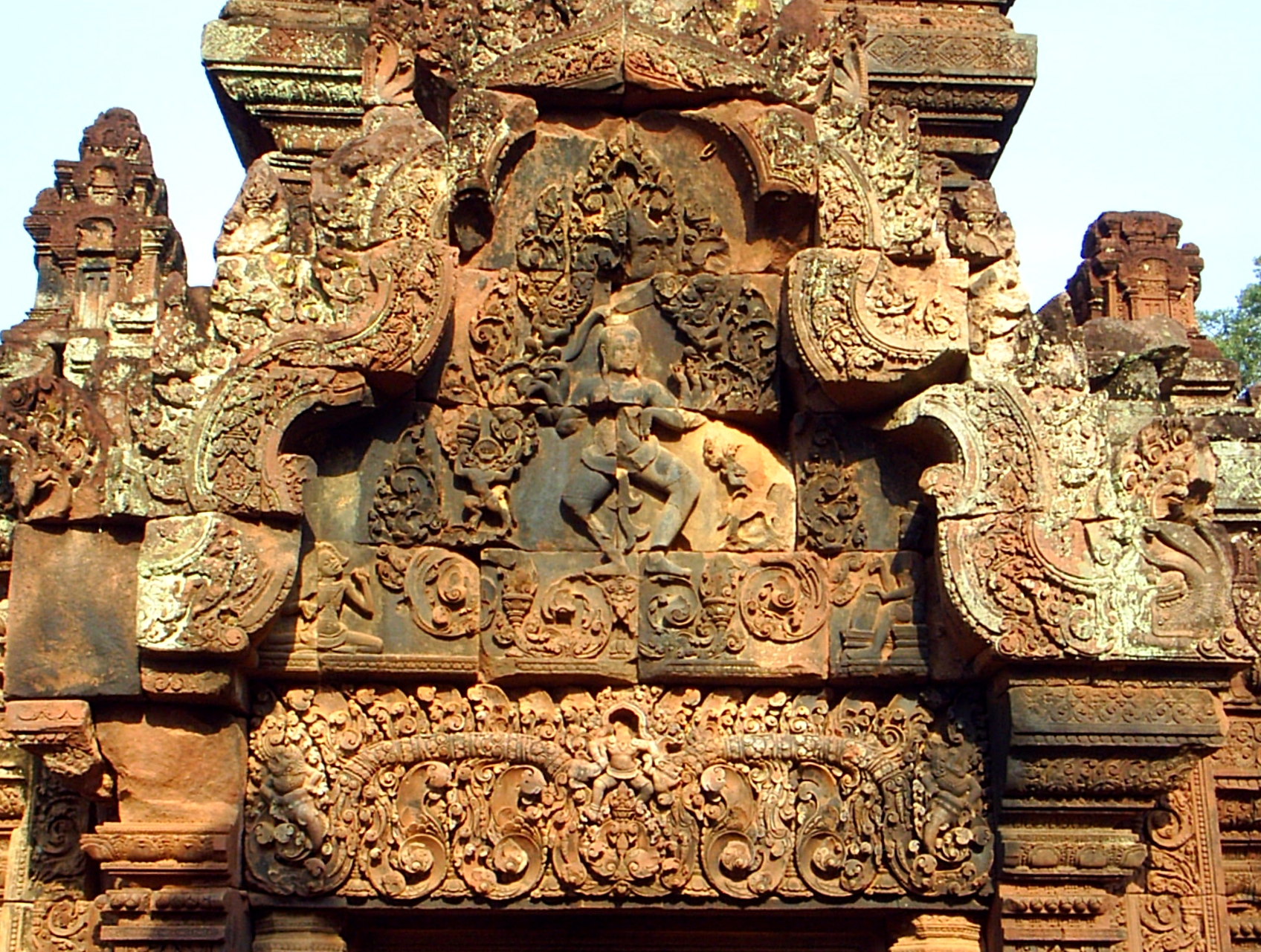
カンボジアのバンテアイ・スレイにある装飾的まぐさ石。
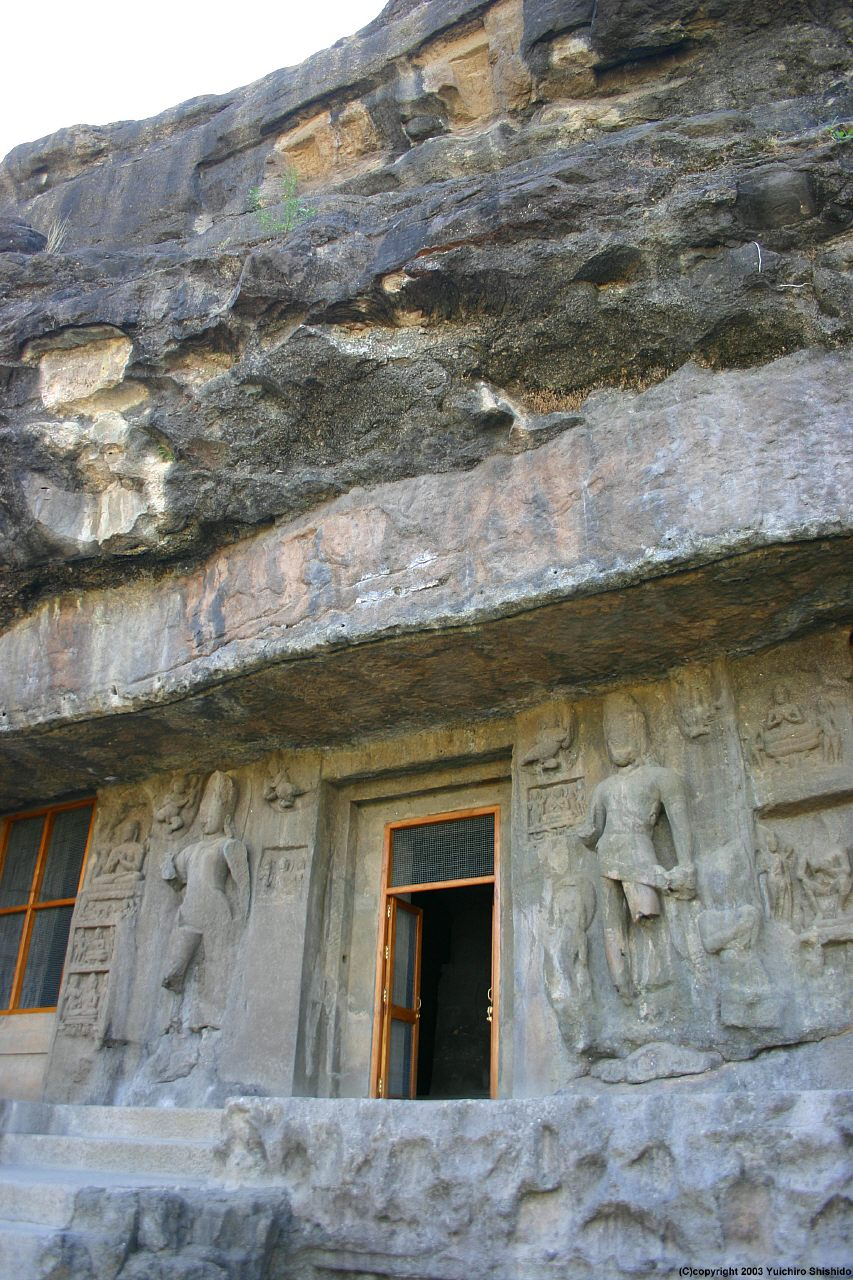
インドのエローラ石窟群にあるまぐさ石。構造的には意味がない。
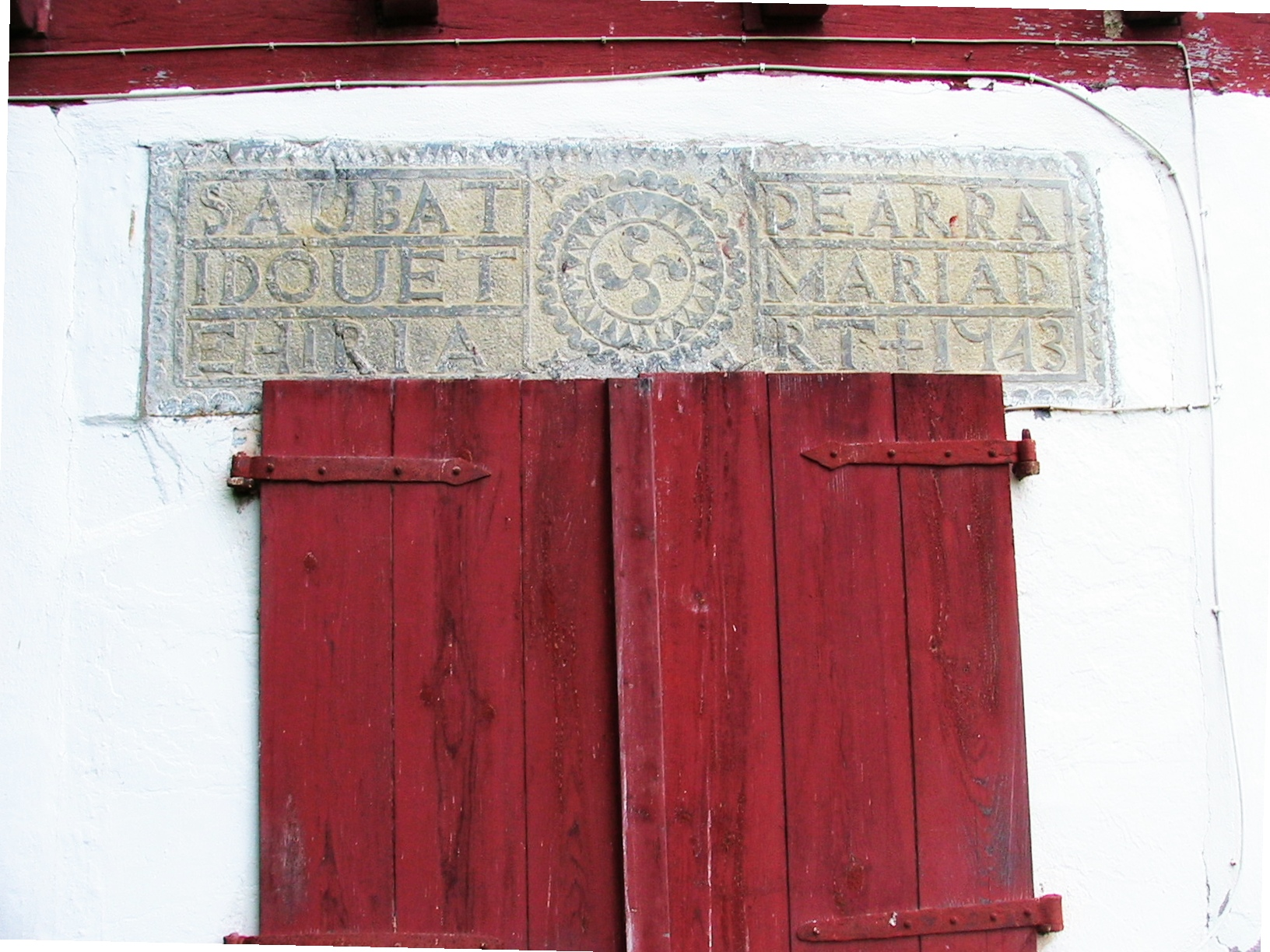
バスクの古い家にあるまぐさ石。ラウブル模様と建設者の名前が書かれている。
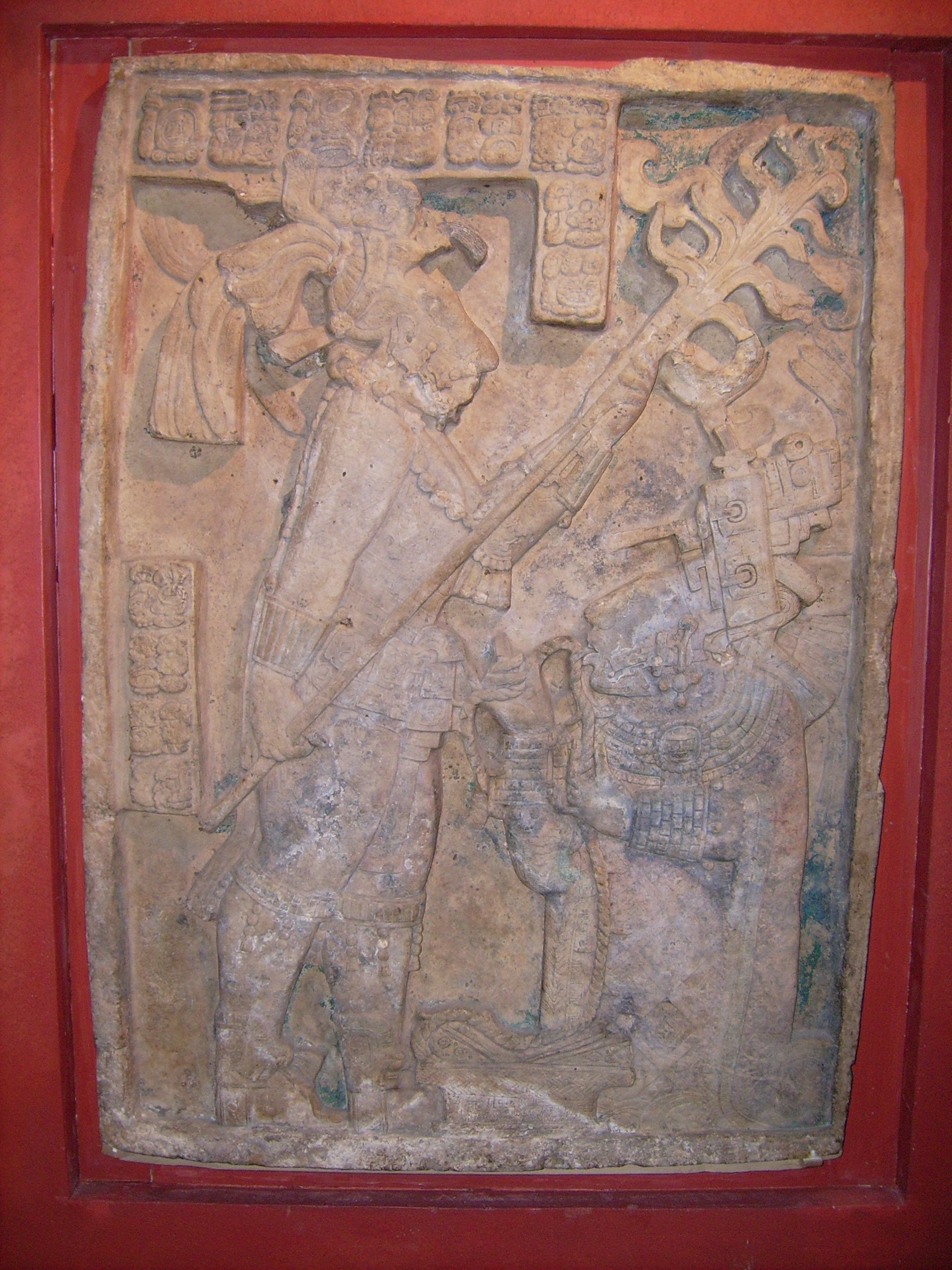
ヤシュチランのリンテル24号。マヤの放血儀礼が描かれている。
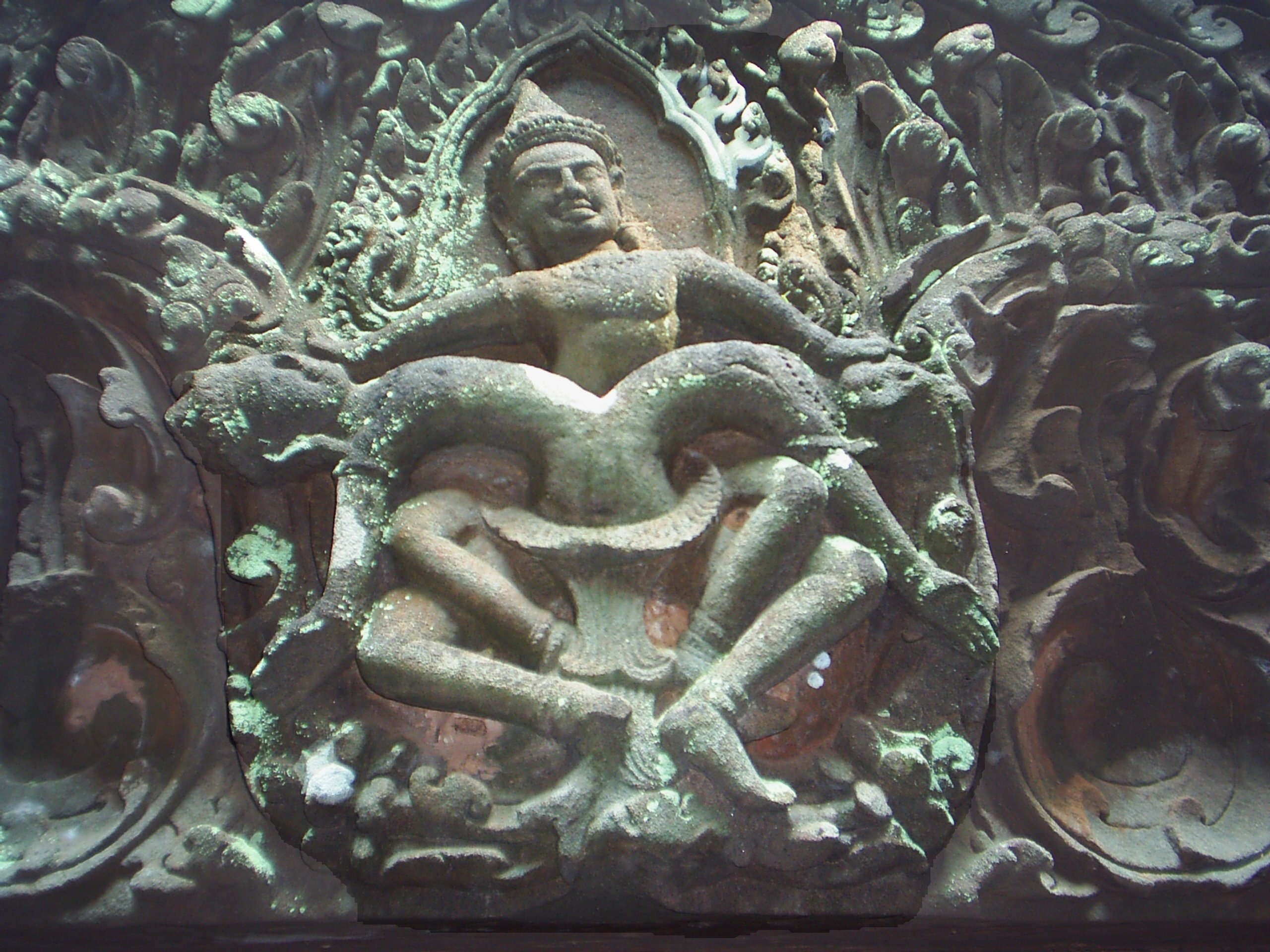
ラオスのプラーサート・ワット・プーの南壁にあるまぐさ石。